# 比爾基 (亞沃里夫區)
49°54′48″N 23°55′4″E / 49.91333°N 23.91778°E
比爾基（烏克蘭語：Бірки），是烏克蘭的村落，位於該國西部利沃夫州，由亞沃里夫區負責管轄，始建於1785年，面積2.77平方公里，海拔高度292米，2025年人口2,705，人口密度每平方公里796.75人。

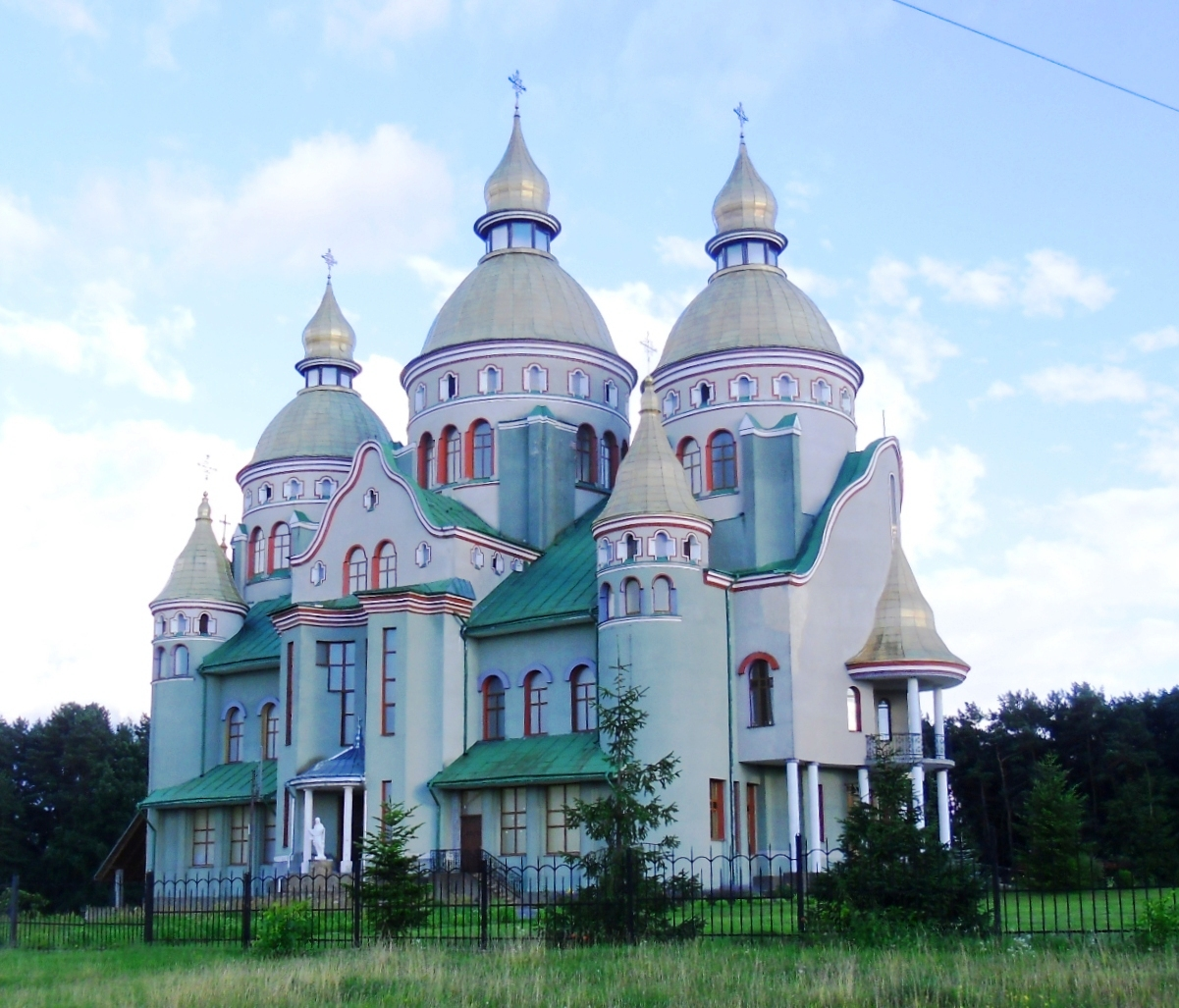